# Mahamat Nouri
Mahamat Nouri är oppositionsledare (rebelledare) i Tchad och har med sitt UFDD (l'Únion des forces pour la démocratic et le développement) försökt ta makten i Tchad. Mahamat Nouri motsätter sig EU-styrkans inträde i landet 2008.
Mahamat Nouris mest lyckade försök var 2004 och 2006.
Den 17 juni 2019 arresterades han av den franska polisen, liksom Abakar Tollimi och Abderaman Abdelkerim (bror till Mahamat Nour Abdelkerim), på misstankar om brott mot mänskligheten där han var involverad mellan 2005 och 2010 i Tchad och Sudan. , efter ett förfarande som öppnades 2017.